# Œil-de-bœuf
Pour les articles homonymes, voir Œil de bœuf (homonymie).
Un œil en architecture désigne toute ouverture de peu d'étendue. Un œil-de-bœuf est une baie verticale (lucarne) de forme ovale ou circulaire, une des sortes d’« œil ». Cette ouverture peut être pratiquée sur une façade, une porte, un mur, une cloison, etc. Elle est généralement placée dans la partie supérieure de son support, le plus souvent dans les combles des bâtiments anciens. Lorsque l'œil-de-bœuf est établi au-dessus d'autres baies, il est parfois appelé oculus, le terme d'œil-de-bœuf étant surtout réservé aux jours pris à la partie supérieure d'un support vertical.
Elle peut être munie d’une vitre ou d’une grille.
Le but est de laisser entrer la lumière du jour, notamment dans les pièces sans fenêtre et, si elle n'est pas vitrée, de l’air.

## Définition
En architecture de façade, l’œil-de-bœuf est constitué par un ouvrage de briques maçonnées apparentes, une simple réservation dans une paroi de béton. En architecture de toit, ce peut être un encadrement chantourné en zinc sur une charpente, sur une baie dans un appareillage de voûte.
L’œil — appellation pour une ouverture verticale, horizontale ou biaise — est également parfois appelé oculus, œil-de-bœuf, en souvenir de l'oculus des basiliques latines. Il est utilisé pour monter les cloches dans les clochers d’église, parfois aussi pour les sonner depuis le bas, à travers la voûte.
Dans l’art gothique, par un parti pris décoratif, l’œil s’agrandissant était devenu rose ou rosace. C'est aussi, en architecture monastique, une petite ouverture ou lucarne, de forme circulaire ou approchante (on en trouve d’hexagonales ou d’ovales).

## Galerie

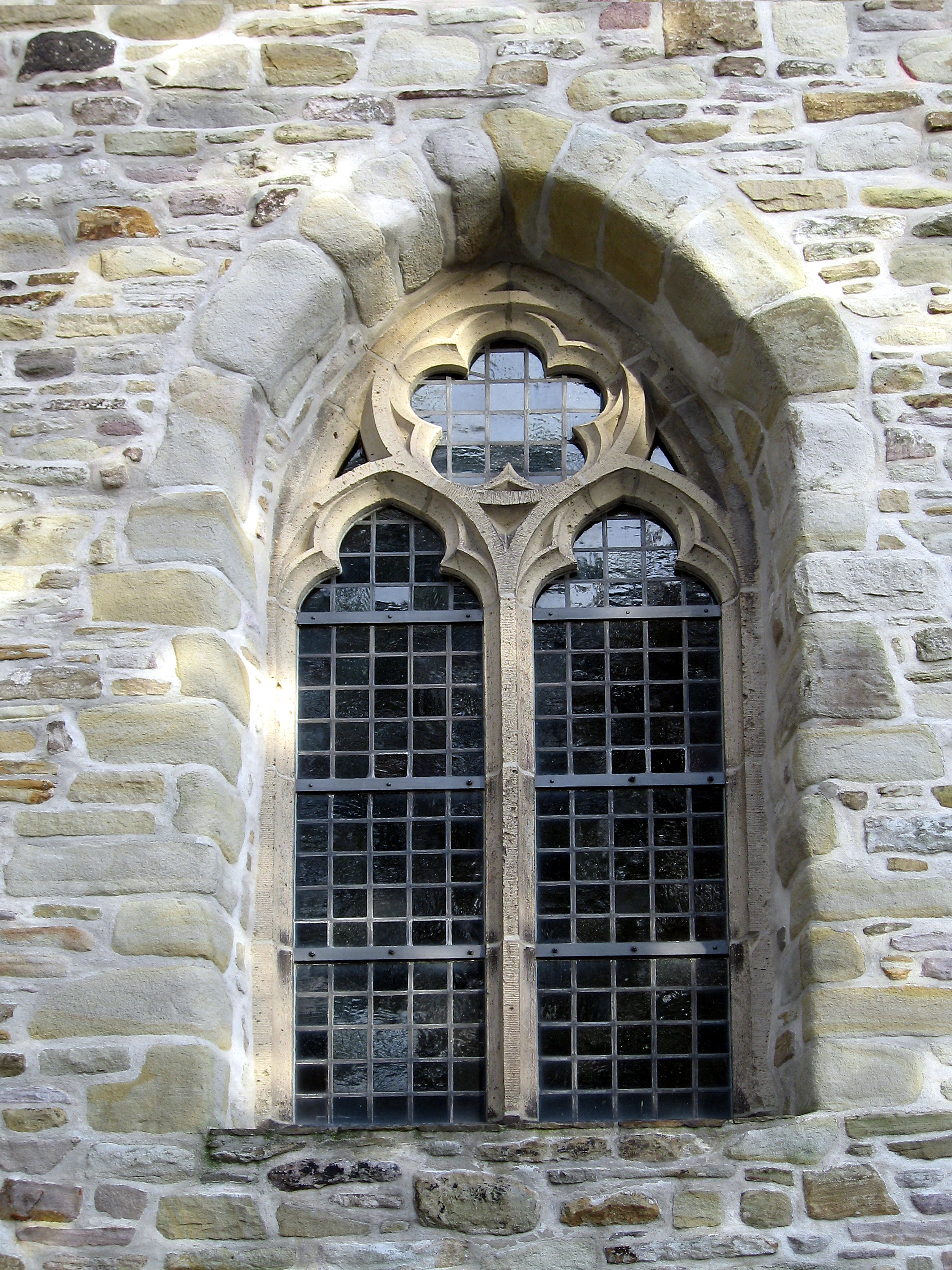
Baie gothique à meneau surmonté d'un œil-de-bœuf divisé par des réduits de pierre en plusieurs lobes rayonnants.
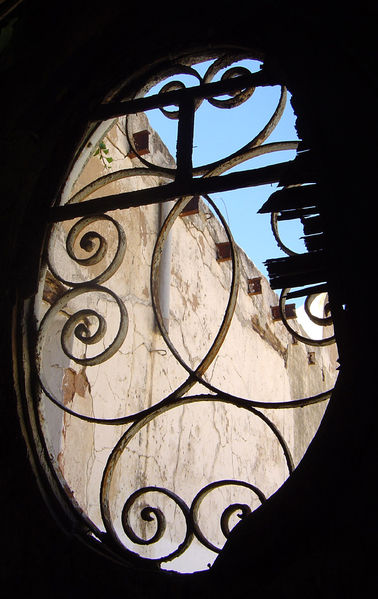
Œil-de-bœuf en fer forgé, dans le palais Zaouche.
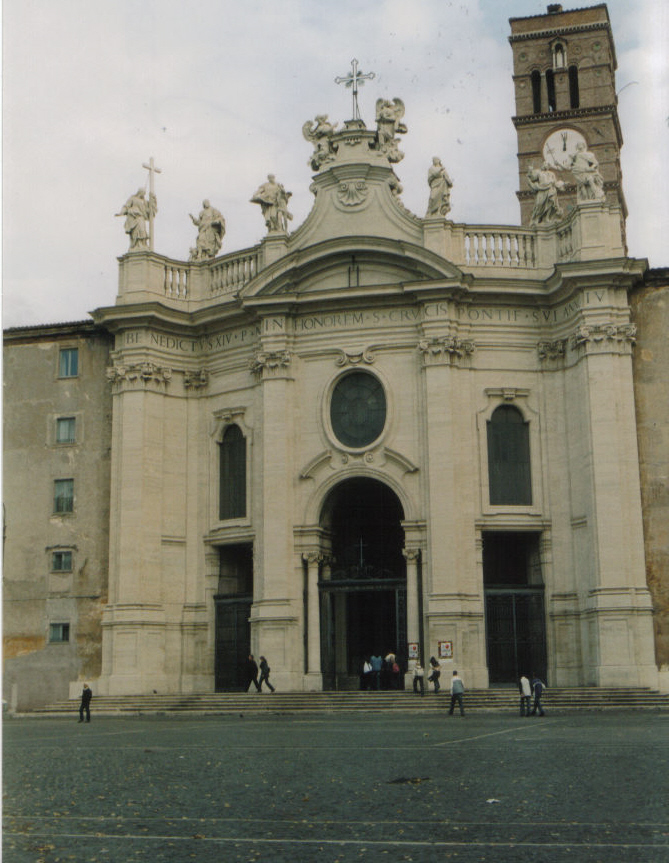
Un oculus est pratiqué au centre de la façade de la basilique Sainte-Croix-de-Jérusalem à Rome.
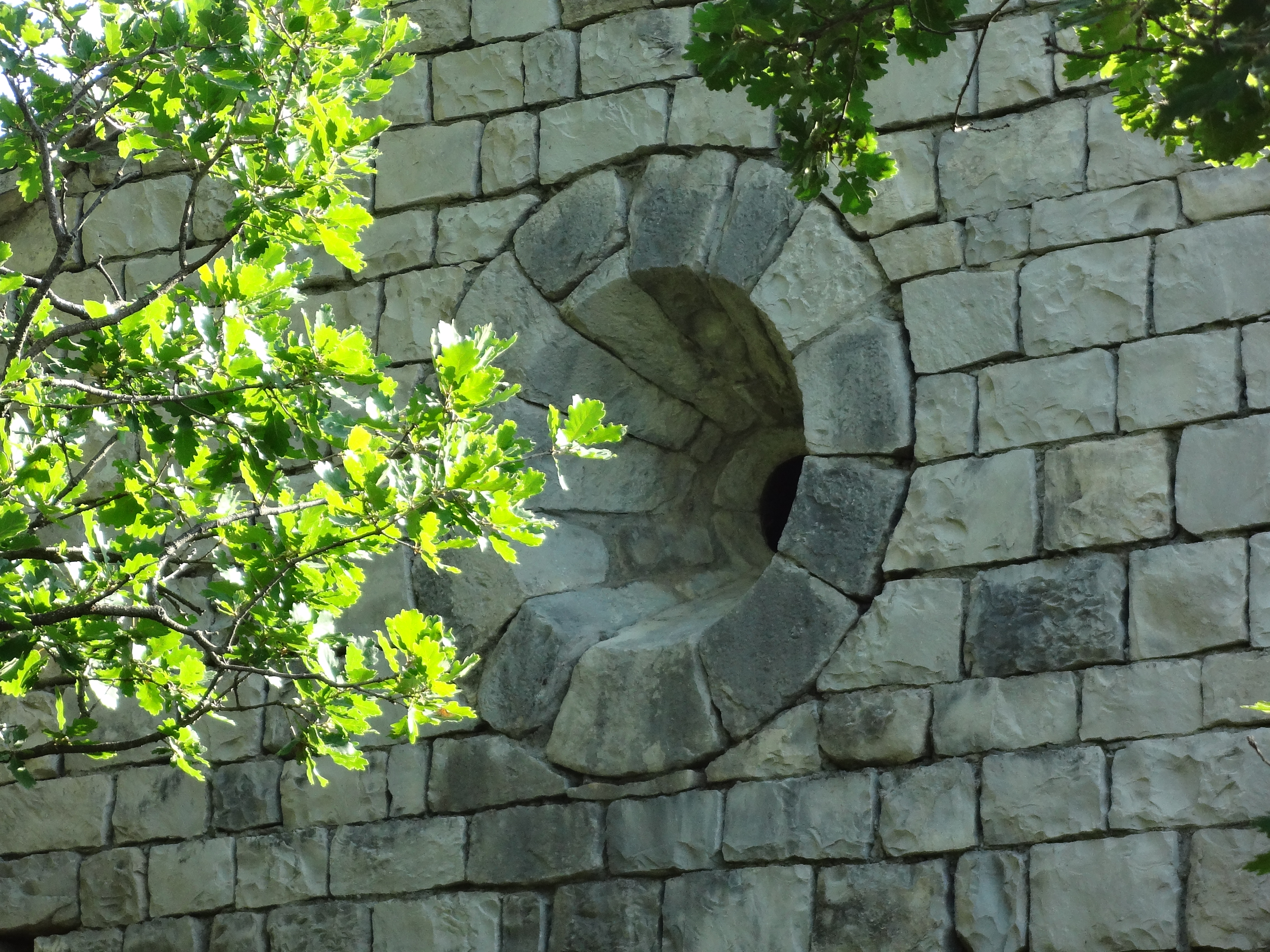
Œil-de-bœuf d'une chapelle rustique, traité en entonnoir.
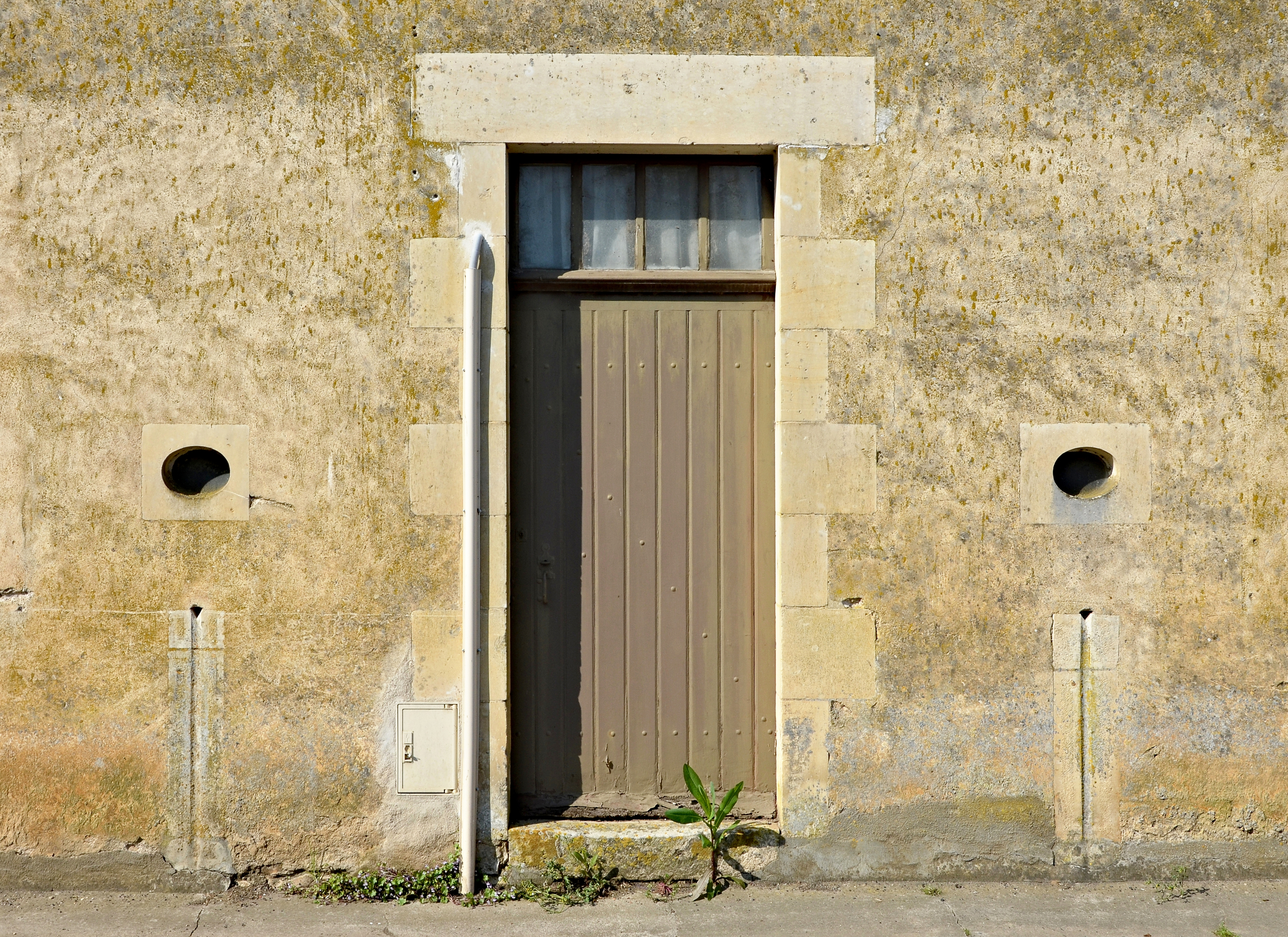
Habitat traditionnel (Vienne) : œils-de-bœuf.
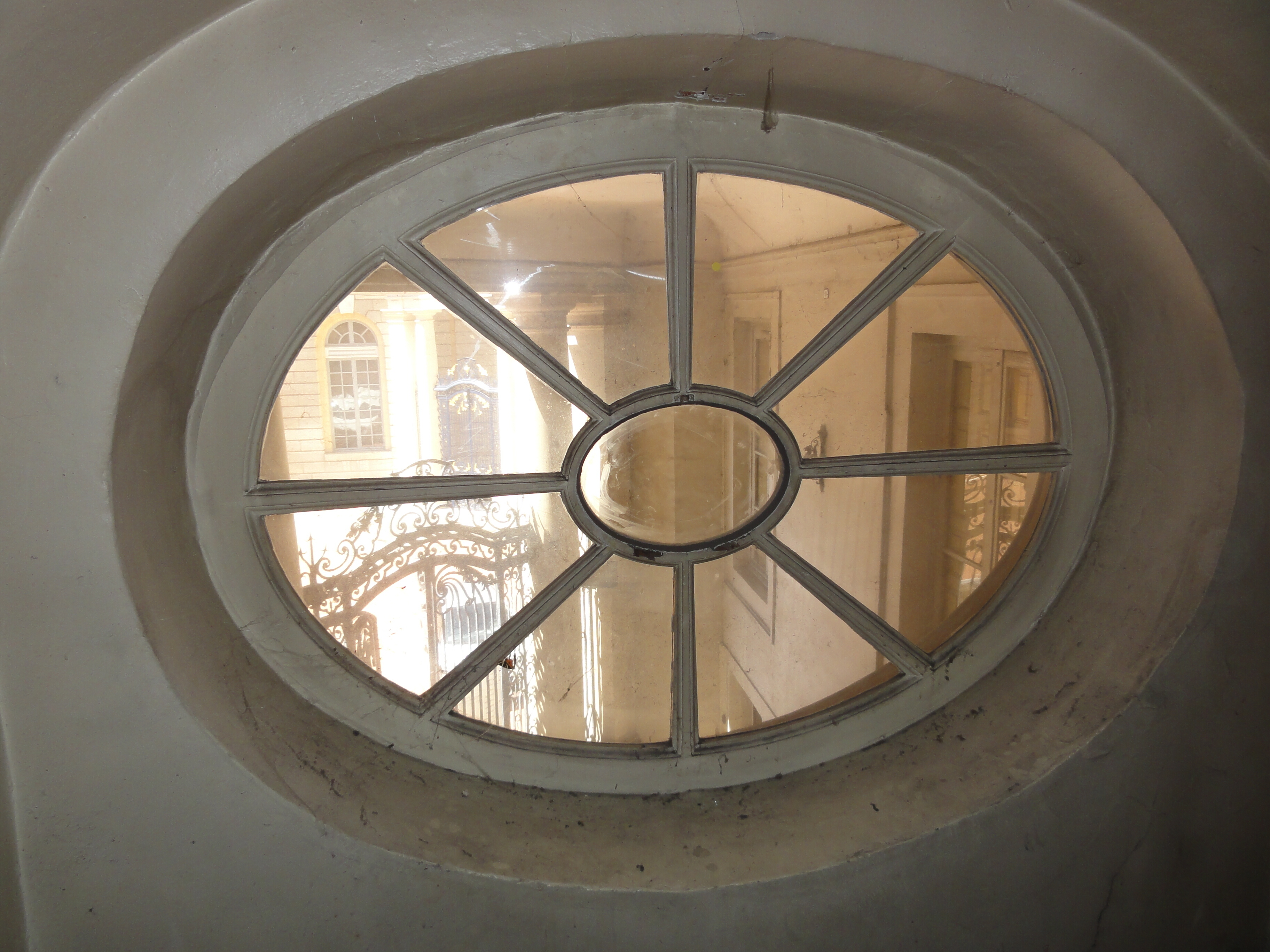
Un œil-de-bœuf à Lyon (France).